# Skalná (dolní zámek)
Dolní skalský zámek (též Vildštejn-dolní zámek) stával ve městě Skalná na Chebsku. Zároveň je jediným ze čtyř panských sídel ve městě, které se nedochovalo. Dosud stojí hrad Vildštejn, zámek a Horní zámek.

## Historie
V roce 1541, kdy vildštejnské panství vlastnili Viršperkové, došlo k jeho rozdělení na dvě části. Dolní část zůstala ve správě hradu, zatímco horní část spravovala nově postavená tvrz, zv. Horní zámek. V polovině 18. století pak Trautenbergové nechali na východ od ní postavit zámek, zv. Dolní. V roce 1764 byl zachycen na mapě první vojenského mapování. V roce 1799 se novým majitelem stal Jiří Jan Wilhelm a roku 1884 statek se zámkem odkoupil hrabě Engelhard Wolkenstein–Trostburg. Posledním majitelům, bratrům Geippelům byl majetek roku 1945 zkonfiskován a přešel do správy státního statku, přičemž sloužil jako byty. Později vyhořel a v 70. letech 20. století byl zbořen.

## Popis
Jednalo se o dvoupatrovou klasicistní budovu s valbovou střechou. Na západě přiléhal patrový trakt obdélného půdorysu, přičemž celý komplex nad přízemím členila římsa. Jižním a jihovýchodním směrem se nacházel park s rybníkem a mlýnem.